# Neoempheria comes
Neoempheria comes är en tvåvingeart som beskrevs av Coher 1959. Neoempheria comes ingår i släktet Neoempheria och familjen svampmyggor.
Artens utbredningsområde är Costa Rica. Inga underarter finns listade i Catalogue of Life.